# قلاتك (بهمئي غرمسيري الشمالي)
قلاتك (بالفارسية: قلاتک) هي قرية تقع في إيران في قسم بهمئي غرمسیري الشمالي الريفي. يقدر عدد سكانها بـ 63 نسمة .